# Eufònia culblanca
L'eufònia culblanca (Euphonia minuta) és una espècie d'ocell passeriforme de la família dels fringíl·lids. Viu a altituds de fins a 500 msnm a Belize, Bolívia, el Brasil, Colòmbia, Costa Rica, l'Equador, la Guaiana Francesa, Guatemala, Guyana, Hondures, Mèxic, Nicaragua, Panamà, el Perú, Surinam i Veneçuela. És una espècie en risc mínim, és a dir, no sembla que hi hagi cap amenaça significativa per a la seva supervivència. El seu nom específic, minuta, significa 'menuda' en llatí.